# SGMD ApS
SGMD ApS (akronym for SelvGjortMillionærDrøm) er et dansk pladeselskab, som blev stiftet af rapperen L.O.C. i 2012. Den første udgivelse var, Prestige, Paranoia, Persona Vol. 1, som blev udgivet den 23. marts 2012.

## Diskografi
- L.O.C. – Prestige, Paranoia, Persona Vol. 1 (2012)
- L.O.C. – Prestige, Paranoia, Persona Vol. 2 (2012)
- Niki Bernard – DOXY (2014)[2]
- L.O.C. – Sakrilegium (2014)
- L.O.C. – Grand Cru (2014)
- L.O.C. – Anno XV (2016)
- L.O.C. – Ekkokammer (2019)
- L.O.C. – Fuck L.O.C. (2021)